# Свещова фенерна цикада
Свещовите фенерни цикади (Laternaria candelaria) са вид насекоми от семейство Fulgoridae.
Таксонът е описан за пръв път от Карл Линей през 1758 година.